# Distrito de Callalli

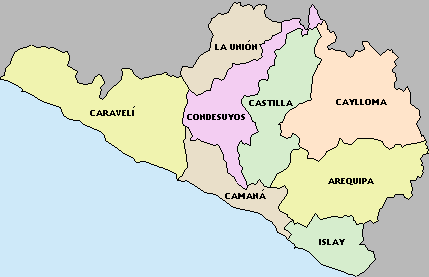
Provincias de Arequipa

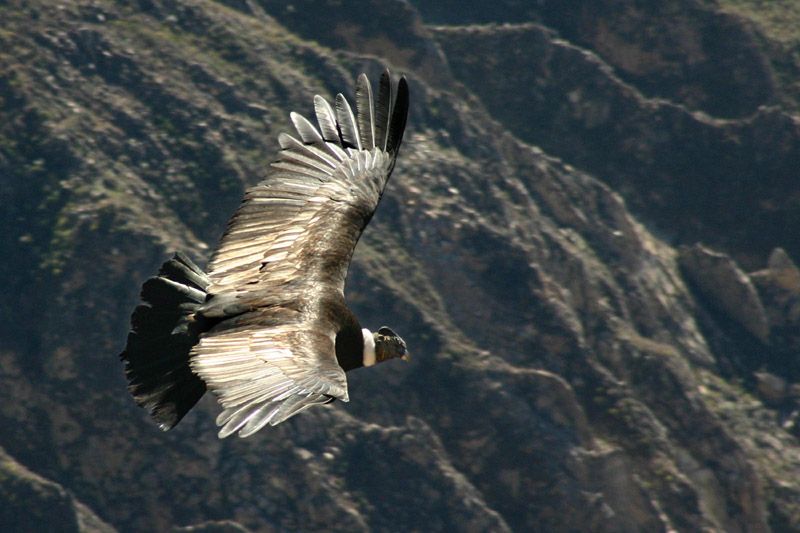
Cóndor sobrevolando el Cañón del Colca-

El distrito de Callalli es uno de los dieciocho distritos que conforman la provincia de Caylloma en el departamento de Arequipa, bajo la administración del Gobierno regional de Arequipa, en el sur del Perú.
Desde el punto de vista jerárquico de la Iglesia católica forma parte de la Arquidiócesis de Arequipa.

## Historia
El distrito fue creado en los primeros años de la República.

## Los Castillos Encantados de Callalli
Formaciones rocosas de origen volcánico creadas por acción del viento y la lluvia, en un área situada a 3 850 m s. n. m.

## Economía
Considerado la capital alpaquera de la región de Arequipa por la calidad y cantidad de los camélidos sudamericanos que se crían en el distrito.

## Turismo
- Puerta del Colca, formación rocosa en forma de portón a modo de entrada natural hacia el valle y Cañón del Colca.
- Mollepunko, Abrigo rocoso que data de unos 6000 años a.c., donde encontramos pinturas rupestres donde nos muestra el habitante primitivo el proceso de domesticación de los camélidos.
- Puente de Pachachaca, puente colonial construido con sillares de material volcánico y canto rodado. En el camino de Cápac Ñan que transcurre del Cusco a Arequipa y sobre el río Colca.
- San Antonio, iglesia parroquial católica bajo la advocación de San Antonio de Padua, construida en estilo barroco andino, tiene planta en forma de Cruz Latina y un Bautisterio, dos torres simétricas a los costados y en parte lateral sólidos contrafuertes, la cubierta es de bóveda de cañón. En su interior se puede apreciar con motivos de los milagros de San Antonio.[4]
- Llapa Yanahuara, poblado Collagua-Inca-Colonial donde destacan la iglesia construida sobre una huaca prehispánica y la plaza de armas.

Mollepunko: Capital Alpaquera de la región Arequipa.

## Autoridades

### Municipales
- 2015-2018

```
Alcalde: Maximiano Huayta Gonzales, del Movimiento unidos por el gran Cambio. 
```

- - Regidores: Giovanna Rosie Mamani Quispe, Faustino Sulca  Churata, Andrade Godofredo Churata Mamani, Elizabeth Pilar Gonzales Mamani, Justo Pastor Condo Checa.
- 2007-2010
  - Alcalde: Julián Guillermo Cayani Valcárcel.

## Festividades
- San Antonio de Padua
- Inmaculada Concepción.